# Mikrobentos
Mikrobentos (herpon) – zespół organizmów związanych z dnem środowisk wodnych; delikatny nalot roślinnych i zwierzęcych organizmów (<1mm), najmniejsze stadia larwalne np. mięczaków, szkarłupni i skorupiaków, bakterie, glony i pierwotniaki gromadzące się na powierzchni mułu na dnie.